# Wesley Roberts
Wesley Tikiariki Roberts (ur. 24 czerwca 1997 na wyspie Rarotonga) – pływak z Wysp Cooka, medalista mistrzostw Oceanii, olimpijczyk z Rio de Janeiro i Tokio.

## Przebieg kariery
W 2016 roku wystartował w letnich igrzyskach olimpijskich, na których wystąpił w konkurencji 1500 m st. dowolnym. Zajął w klasyfikacji końcowej 44. pozycję z rezultatem czasowym 15:44,32 i tym samym odpadł już w fazie eliminacyjnej. W tym samym roku był również uczestnikiem mistrzostw świata na basenie 25-metrowym. Na tym czempionacie zajął w tabeli wyników 61. pozycję w konkurencji 200 m st. dowolnym, 57. pozycję w konkurencji 400 m st. dowolnym oraz 34. pozycję w konkurencji 1500 m st. dowolnym.
W 2017 zaliczył debiut na mistrzostwach świata seniorów. We wszystkich trzech konkurencjach, w których wystąpił, odpadał już w fazie eliminacji. Na dystansie 200 m st. dowolnym zajął 53. pozycję, na dystansie 400 m st. dowolnym zajął 42. pozycję, na dystansie 1500 m tym samym stylem zajął 36. pozycję w tabeli wyników. Rok później uczestniczył w igrzyskach Wspólnoty Narodów – w konkurencjach 200 i 400 m stylem dowolnym zajmował odpowiednio 15. i 9. pozycję w tabeli wyników, jednak w konkurencji 1500 m tym samym stylem pływackim udało mu się przejść przez eliminacje i zająć w finale 6. pozycję. Na mistrzostwach Oceanii udało mu się zdobyć trzy medale: złoty w konkurencji 400 m st. dowolnym, srebrny w konkurencji 200 m tym samym stylem oraz brązowy w konkurencji 1500 m również tym samym stylem.
W 2019 otrzymał na igrzyskach Pacyfiku cztery medale: złoty na dystansie 200 m, srebrny na dystansie 400 m i 1500 m oraz brązowy na dystansie 100 m (za każdym razem stylem dowolnym).
W 2021 po raz drugi uczestniczył w letniej olimpiadzie. Wystąpił w konkurencji 200 m st. dowolnym, gdzie zajął 37. pozycję z czasem 1:50,41 oraz w konkurencji 400 m tym samym stylem, gdzie zajął w tabeli wyników 30. pozycję z rezultatem czasowym 3:55,65. Na tych samych igrzyskach był jednym z chorążych reprezentacji Wysp Cooka.

## Rekordy życiowe
(stan na 28 listopada 2021)
| Konkurencja            | Data                 | Miejsce    | Rezultat   | Źródło     |
| Basen 50 m             | Basen 50 m           | Basen 50 m | Basen 50 m | Basen 50 m |
| ---------------------- | -------------------- | ---------- | ---------- | ---------- |
| 50 m stylem dowolnym   | 12 grudnia 2020      | Sydney     | 23,16      | [ 2 ]      |
| 100 m stylem dowolnym  | 17 grudnia 2020      | Sydney     | 50,18      | [ 2 ]      |
| 200 m stylem dowolnym  | 13 czerwca 2021      | Adelaide   | 1:48,55    | [ 5 ]      |
| 400 m stylem dowolnym  | 12 czerwca 2021      | Adelaide   | 3:52,50    | [ 5 ]      |
| 800 m stylem dowolnym  | 7 kwietnia 2017      | Auckland   | 8:14,85    | [ 5 ]      |
| 1500 m stylem dowolnym | 7 kwietnia 2017      | Auckland   | 15:33,41   | [ 5 ]      |
| Basen 25 m             |                      |            |            |            |
| 50 m stylem dowolnym   | 6 sierpnia 2017      | Berlin     | 24,60      | [ 2 ]      |
| 100 m stylem dowolnym  | 6 sierpnia 2017      | Berlin     | 50,91      | [ 5 ]      |
| 200 m stylem dowolnym  | 25 października 2019 | Melbourne  | 1:46,74    | [ 5 ]      |
| 400 m stylem dowolnym  | 27 listopada 2020    | Melbourne  | 3:49,22    | [ 5 ]      |
| 800 m stylem dowolnym  | 12 sierpnia 2017     | Eindhoven  | 8:11,28    | [ 5 ]      |
| 1500 m stylem dowolnym | 12 sierpnia 2017     | Eindhoven  | 15:27,36   | [ 5 ]      |